# Bataille de Ba Gia
 (novembre 2022).
Le contenu est difficilement compréhensible vu les erreurs de traduction, qui sont peut-être dues à l'utilisation d'un logiciel de traduction automatique.
 (novembre 2022).
La mise en forme du texte ne suit pas les recommandations de Wikipédia : il faut le « wikifier ».
Les points d'amélioration suivants sont les cas les plus fréquents. Le détail des points à revoir est peut-être précisé sur la page de discussion.
- Les titres sont pré-formatés par le logiciel. Ils ne sont ni en capitales, ni en gras.
- Le texte ne doit pas être écrit en capitales (les noms de famille non plus), ni en gras, ni en italique, ni en « petit »…
- Le gras n'est utilisé que pour surligner le titre de l'article dans l'introduction, une seule fois.
- L'italique est rarement utilisé : mots en langue étrangère, titres d'œuvres, noms de bateaux, etc.
- Les citations ne sont pas en italique mais en corps de texte normal. Elles sont entourées par des guillemets français : « et ».
- Les listes à puces sont à éviter, des paragraphes rédigés étant largement préférés. Les tableaux sont à réserver à la présentation de données structurées (résultats, etc.).
- Les appels de note de bas de page (petits chiffres en exposant, introduits par l'outil «  Source ») sont à placer entre la fin de phrase et le point final[comme ça].
- Les liens internes (vers d'autres articles de Wikipédia) sont à choisir avec parcimonie. Créez des liens vers des articles approfondissant le sujet. Les termes génériques sans rapport avec le sujet sont à éviter, ainsi que les répétitions de liens vers un même terme.
- Les liens externes sont à placer uniquement dans une section « Liens externes », à la fin de l'article. Ces liens sont à choisir avec parcimonie suivant les règles définies. Si un lien sert de source à l'article, son insertion dans le texte est à faire par les notes de bas de page.
- La présentation des références doit suivre les conventions bibliographiques. Il est recommandé d'utiliser les modèles {{Ouvrage}}, {{Chapitre}}, {{Article}}, {{Lien web}} et/ou {{Bibliographie}}. Le mode d'édition visuel peut mettre en forme automatiquement les références.
- Insérer une infobox (cadre d'informations à droite) n'est pas obligatoire pour parachever la mise en page.

Pour une aide détaillée, merci de consulter Aide:Wikification.
Si vous pensez que ces points ont été résolus, vous pouvez retirer ce bandeau et améliorer la mise en forme d'un autre article.
La bataille de Ba Gia est une bataille qui a marqué le début de l'offensive d'été du Viet Cong de 1965, pendant les premières phases de la guerre du Vietnam. La bataille a lieu dans la province de Quảng Ngãi, au Sud-Vietnam, du 28 au 31 mai 1965.
Après la victoire des forces du Viet Cong lors de la bataille de Bình Giã plus tôt dans l'année, les dirigeants nord-vietnamiens à Hanoï ont décidé d'intensifier leur effort de guerre afin de vaincre le gouvernement du Sud-Vietnam soutenu par les États-Unis. L'effort de guerre nord-vietnamien a reçu une impulsion majeure au cours de la première moitié de 1965, lorsque l'Union soviétique et la république populaire de Chine ont intensifié l'acheminement de l'aide militaire, qui comprenait le déploiement de spécialistes militaires et d'autres personnels pour former les forces armées du Nord-Vietnam. La décision nord-vietnamienne d'intensifier la guerre a abouti à l'offensive d'été de 1965, qui visait à détruire les divisions régulières de l'armée de la république du Vietnam dans des batailles à grande échelle, et à cerner les unités d'élite de l'armée de la république du Vietnam. Dans la province de Quảng Ngãi, au sud du Vietnam, le Viet Cong a lancé sa campagne d'été en attaquant des éléments du 51e régiment d'infanterie de l'armée de la république du Vietnam aux premières heures du 29 mai 1965. Dans les jours qui ont suivi, le Viet Cong a détruit tout un groupe de travail[Quoi ?] l'armée de la république du Vietnam pour marquer un début réussi de leur campagne d'été.

## Contexte
Au cours de la première moitié de 1965, la guerre au Sud-Vietnam s'est fortement intensifiée. En janvier 1965, lors d'une visite en Chine, une délégation militaire nord-vietnamienne a rencontré le Premier ministre chinois Zhou Enlai pour discuter de la situation. Lors de la réunion, les Nord-Vietnamiens ont été conseillés par Zhou Enlai d'intensifier les opérations militaires au Sud-Vietnam, afin de détruire l'armée de la république du Vietnam chaque fois qu'ils sortaient pour se battre. En mars, en réponse à l'appel du Viet Cong(VC) au soutien des troupes socialistes, Leonid Brejnev a annoncé que des citoyens soviétiques se portaient volontaires pour combattre aux côtés du Nord-Vietnam et du Viet Cong. Cependant, Hanoï a informé en privé Moscou que le Viet Cong voulait seulement obtenir un soutien international et qu'il n'avait pas besoin de véritables volontaires.
En avril, le soutien politique de l'Union soviétique au Nord-Vietnam s'est concrétisé par la livraison d'avions de chasse MiG et de missiles anti-aériens SA-2, ainsi que de grandes quantités de nourriture et de munitions. De plus, des pilotes soviétiques et d'autres spécialistes ont été envoyés au Nord-Vietnam pour former le personnel militaire nord-vietnamien à l'utilisation de matériel militaire avancé,. La Chine, pour ne pas être en reste par son rival soviétique, a augmenté la livraison d'armements au Nord-Vietnam à des taux qui ont dépassé leurs engagements en 1964. La Chine a également offert une assistance logistique à l'armée nord-vietnamienne en fournissant sept divisions de soldats chinois pour la construction de routes et d'autres projets. Le soutien logistique offert par la Chine a eu un impact significatif sur l'armée nord-vietnamienne, car le Nord-Vietnam avait besoin de toutes ses divisions de combat pour mener des opérations, pour aider le Pathet Lao au Laos et le Viet Cong au Sud-Vietnam.
Forts de la récente victoire de la bataille de Bình Giã et du soutien de leurs principaux alliés, les dirigeants nord-vietnamiens ont commencé à préparer une stratégie pour vaincre les forces militaires sud-vietnamiennes et américaines. Lê Duẩn, secrétaire du Parti communiste, croyait que le régime sud-vietnamien était capable de survivre parce qu'il avait encore une armée puissante sur laquelle s'appuyer. Par conséquent, pour gagner la guerre et réunifier le pays, l'armée sud-vietnamienne devait être complètement détruite. Lê Duẩn croyait que les forces communistes devaient détruire trois ou quatre des neuf divisions de l'armée régulière du Sud-Vietnam dans une série de grandes batailles et cerner les onze bataillons d'élite de la réserve stratégique sud-vietnamienne. Ainsi, les dirigeants nord-vietnamiens ont décidé de lancer une offensive d'été dans le but de vaincre l' armée de la république du Vietnam en les entraînant au combat à plusieurs reprises avec de nombreuses attaques dispersées géographiquement.

## Prélude
Au début de la saison d'été en 1965, les commandants Viet Cong de la région militaire 5 ont adopté une résolution pour lancer une opération militaire connue sous le nom de Campagne Lê Độ, qui dura du 15 mai au 30 août 1965. L'opération visait les unités militaires de l' armée de la république du Vietnam basées dans les provinces de Gia Lai, Kon Tum et Quảng Ngãi. Les préparatifs d'une offensive militaire majeure ont été faits au début de 1965 lorsque Trần Kiên (vi), président des services arrière du Viet Cong dans la région militaire 5, a commencé le processus de transport des soldats et du matériel dans les zones d'opération du Viet Cong. Huỳnh Hữu Anh (vi), chef adjoint du chef d'état-major du Viet Cong dans la région militaire 5, était chargé de mener des missions de reconnaissance et de défense aérienne. Le général de division PAVN Chu Huy Mân a été envoyé au Sud-Vietnam pour prendre le commandement des opérations militaires.
Avant l'offensive d'été de 1965, Quảng Ngãi et les provinces environnantes avaient connu une augmentation substantielle des activités militaires des Viet Cong. Le 6 février 1965, le Viet Cong 409th Sapper Battalion attaque la base américaine du Camp Holloway à Pleiku, blessant plus d'une centaine de militaires américains et endommageant une vingtaine d'avions. Les États-Unis ont riposté en lançant l'opération Flaming Dart, bombardant des cibles sélectionnées au Nord-Vietnam. Le 10 février, le Viet Cong a bombardé un cantonnement militaire américain à Qui Nhơn et les États-Unis ont riposté en lançant l'opération Flaming Dart II. À la suite de ces actions, le Viet Cong a décidé de lancer un assaut majeur contre les unités sud-vietnamiennes à Ba Gia, un petit village du district de Sơn Tịnh à environ 10 kilomètres de la ville de Quảng Ngãi.
En mai 1965, le 1er régiment Viet Cong (qui fait partie de la 2e division du Viet Cong) s'installe dans le nord de Quảng Ngãi depuis la province voisine de Quảng Nam. Le 1er régiment Viet Cong avait trois bataillons (les 40e, 60e et 90e bataillons) et était placé sous le commandement de Lê Hữu Trữ. Dans le nord de Quảng Ngãi, le 1er régiment rejoint le 45e bataillon indépendant et le 48e bataillon des forces locales. Dans le sud de Quảng Ngãi, il rejoint le 83e bataillon des forces locales. De l'autre côté, les unités militaires sud-vietnamiennes de la province de Quảng Ngãi faisaient partie de la 1ère brigade ARVN, I Corps, commandée par le général de division Nguyễn Chánh Thi . À Quảng Ngãi, la principale force l' armée de la république du Vietnam comprenait le 51e régiment d'infanterie (qui fait partie de la 25e division d'infanterie), les 3e bataillons de marine, les 37e et 39e bataillon de Rangers et deux bataillons d'artillerie équipés de canons d'artillerie de 105 mm.

## Bataille
Dans la nuit du 28 mai 1965, le Viet Cong a marché vers leurs positions désignées autour de Ba Gia; le 90e bataillon a pris position à Minh Thành, le 60e bataillon à Vĩnh Lộc, le 40e bataillon à Duyên Phước et le 45e bataillon à Vĩnh Khánh. Le 1er Quartier Général du Régiment installe son camp au Mont Hốc Khoai, tandis que le 83e bataillon des forces locales reçut l'ordre d'encercler le centre administratif de Nghĩa Hành. A 5h45 Le 29 mai, des éléments du 1er Régiment VC lancent une attaque surprise sur Lộc Thọ, un petit village situé au sud de Ba Gia. Dans les 10 minutes qui ont suivi les combats, les deux pelotons de la Force régionale sud-vietnamienne défendant Lộc Thọ ont été maîtrisés et le Viet Cong a rapidement consolidé le champ de bataille autour de la zone. Vers 6h00 am Le capitaine de l' armée de la république du Vietnam Nguyễn Văn Ngọc, commandant du 1er bataillon, 51e régiment d'infanterie, a conduit son unité de Gò Cao au sud vers Phước Lộc pour organiser une contre-attaque contre l'élément de tête du 1er régiment ennemi.
A 9h50 Dans la matinée, alors que le 1er bataillon de l' armée de la république du Vietnam traversait le village de Lộc Thọ, ils furent encerclés par le 90e bataillon du VC, qui avait mis en place des positions d'embuscade au mont Khỉ et attendait l'arrivée de l' armée de la république du Vietnam. Pris par surprise, le 1er bataillon de l' armée de la république du Vietnam sombra dans le chaos et fut incapable de monter une contre-attaque efficace. En moins d'une heure de combat, le bataillon est complètement détruit avec 270 soldats tués ou blessés. Le capitaine Nguyễn Văn Ngọc faisait partie des 217 hommes capturés. Seuls 65 soldats de l' armée de la république du Vietnam et trois conseillers américains ont réussi à regagner les lignes gouvernementales. Le Viet Cong a également affirmé avoir détruit une pièce d'artillerie de 105 mm, quatre camions GMC et une Jeep. Pendant ce temps, le 83e bataillon de la force locale du Viet Cong a marché de la rivière Trà Khúc vers le district de Nghĩa Hành et a commencé à faire pression sur l' armée de la république du Vietnam(ARVN) qui y était stationné. Ainsi, le Viet Cong affirmait le contrôle de Ba Gia et des zones environnantes.
Dans l'après-midi du 29 mai, le général de division l' armée de la république du Vietnam Nguyễn Chánh Thi, commandant de la zone tactique du I Corps du Sud-Vietnam, a répondu à l'assaut du Viet Cong en formant une force opérationnelle dans le but de reprendre Ba Gia. Le groupe de travail était composé du 2e bataillon, du 51e régiment d'infanterie, du 3e bataillon de marines, du 39e bataillon de Rangers et d'un escadron de véhicules blindés de transport de troupes M113 . Selon le plan du général de division Nguyễn Chánh Thi, la force opérationnelle atteindrait les objectifs suivants : le 3e bataillon de marine avancerait le long de la route 5 vers l'objectif de Ba Gia ; le 39e bataillon de Rangers à travers An Thuyết, Vĩnh Lộc et Vĩnh Khánh puis capture le mont Chóp Nón; et le 2e bataillon, 51e régiment d'infanterie vers Phước Lộc et capturent le mont Mả Tổ. Le matin du 30 mai, le groupe de travail sud-vietnamien s'est réuni dans la ville de Quảng Ngãi et a attendu de nouveaux ordres, tandis que l'artillerie l' armée de la république du Vietnam et les chasseurs-bombardiers de l'US Air Force pilonnaient les positions Viet Cong autour de Ba Gia.
Vers 12 midi le 30 mai, avec un soutien aérien étendu des chasseurs-bombardiers américains et des hélicoptères de combat UH-1, 
l'armée de la république du Vietnam a avancé vers ses objectifs en deux colonnes séparées. Dans le premier, le 39e bataillon de Rangers de l' armée de la république du Vietnam s'est approché du nord de Phước Lộc pour sécuriser le mont Chóp Nón, d'où ils pourraient frapper le flanc sud du Viet Cong. Dans la deuxième colonne, le 2e bataillon ARVN et le 3e bataillon de marine ont avancé vers leurs objectifs du mont Mả Tổ et Ba Gia respectivement. Cependant, les manœuvres sud-vietnamiennes au sol ne sont pas passées inaperçues, car les équipes de reconnaissance Viet Cong sur le mont Khỉ avaient repéré les colonnes et réagi en conséquence. Des éléments du 45e bataillon VC ont reçu l'ordre de mettre en place des positions d'embuscade à l'intérieur du village de Vĩnh Khánh, tandis que le 60e bataillon a été redéployé au mont Mả Tổ et y a attendu l'ennemi. Vers 1 pm le 2e bataillon ARVN, 51e régiment d'infanterie est arrivé sur la cote 47 à proximité du mont Mả Tổ, mais le 60e bataillon VC leur a permis d'avancer vers leur objectif.
Pendant ce temps, le 39e bataillon de Rangers ARVN a sécurisé son objectif sur le mont Chóp Nón, avec la formation principale du 45e bataillon VC alignant leurs troupes sur les positions arrière des Rangers de l' armée de la république du Vietnam. A 2:05 Après-midi, le Viet Cong a déclenché son embuscade contre le 2ème Bataillon de l'ARVN, forçant les fantassins de l' armée de la république du Vietnam à se battre pour leur vie. Alors que les combats éclataient sur le mont Mả Tổ, le 3e bataillon de marine ARVN à l'intérieur du village de Phước Lộc reçut l'ordre de relever le 2e bataillon. Cependant, à 15h30 Après-midi, le 3e bataillon de marines était également encerclé par le 60e bataillon VC sur la cote 47, qui avait quitté le village de Vĩnh Lộc pour engager les Marines. Au même moment, des tirs de mortier Viet Cong ont commencé à frapper les positions sud-vietnamiennes dans le village de Phước Lộc, et les combats se sont poursuivis jusqu'au 5 pm. Lorsqu'il a conclu ce soir-là, les deux camps avaient subi de lourdes pertes et le 2e bataillon sud-vietnamien et le 3e bataillon de marine ont été forcés de se replier sur Phước Lộc avec quatre APC M-113 fournissant un appui-feu.
Dans la nuit du 30 mai, les formations du Viet Cong sur le champ de bataille ont reçu l'ordre d'éliminer ce qui restait du groupe de travail sud-vietnamien dans le village de Phước Lộc, alors que les villageois de Ba Gia aidaient le Viet Cong à rassembler les prisonniers sud-vietnamiens. Sur le mont Chóp Nón, le 45e bataillon VC a pu avancer à moins de 100 mètres de la ligne de défense du 39e bataillon de Rangers ARVN sans se faire remarquer. Aux premières heures du 31 mai, le 40e bataillon VC a repris son attaque contre les positions sud-vietnamiennes à Phước Lộc, mais le 2e bataillon ARVN et le 3e bataillon de marine ont opposé une résistance acharnée. Après plusieurs heures de combats acharnés, le Viet Cong a repris Phước Lộc où ils ont trouvé les corps de 94 soldats sud-vietnamiens morts. Au même moment, le 45e bataillon VC a attaqué le 39e bataillon de Rangers ARVN sur le mont Chóp Nón. Le Viet Cong a bombardé les Sud-Vietnamiens avec des mortiers lourds, qui ont été suivis d'assauts d'infanterie. Par 4 Le 45e bataillon VC avait réussi à reprendre son objectif final du mont Chóp Nón, laissant le 39e bataillon de Rangers décimé avec 108 soldats tués.

## Conséquences
La bataille de Ba Gia, qui marqua le début de l'offensive d'été du Viet Cong en 1965, avait porté un coup sévère aux forces armées du Sud-Vietnam. Pour la première fois dans l'histoire du Viet Cong, leurs forces à Ba Gia ont décimé avec succès un groupe de travail l' armée de la république du Vietnam de taille régimentaire au combat. Selon le récit officiel du Vietnam sur la bataille, le Viet Cong(VC) a tué ou blessé 915 soldats sud-vietnamiens et 270 autres ont été capturés. En plus des pertes humaines, le Viet Cong a également capturé 370 armes de divers types et détruit 14 camions GMC. Le Sud-Vietnam, quant à lui, a affirmé avoir tué 556 soldats ennemis, mais seulement capturé 20 armes. À la suite de leur victoire militaire, le Comité provincial de la province Viet Cong Quảng Ngãi a lancé une campagne politique pour exercer une influence politique sur la province. Le 3 juin 1965, le Viet Cong contrôlait pratiquement cinq districts du nord de la province de Quảng Ngãi ( Bình Sơn, Sơn Tịnh, Nghĩa Hành, Tư Nghĩa et Mộ Đức ), qui abritaient 10 000 civils.
Même si les combats à Ba Gia étaient d'une ampleur mineure, ils ont convaincu le président Lyndon B. Johnson que les forces armées du Sud-Vietnam ne pouvaient pas faire face seules aux forces communistes croissantes. Le 20 juillet 1965, le secrétaire américain de la Défense, Robert McNamara, a présenté trois options à Johnson concernant l'engagement américain au Vietnam : 
-1 retirer tout le personnel américain du Vietnam pour minimiser leurs pertes ; 
-2 poursuivre les engagements américains à leur niveau alors approximatif d'environ 75 000 hommes ; 
-3 étendre considérablement la présence militaire américaine au Vietnam.
En fin de compte, le président Johnson a choisi la troisième option et a décidé « d'américaniser » la guerre du Vietnam et, le 22 juillet, l'armée américaine a été autorisée à porter sa force de combat au Vietnam à 44 bataillons. Ainsi, la présence militaire américaine totale au Vietnam est passée de 75 000 à 125 000 hommes, issus principalement de l'armée américaine et du corps des marines américains. Sans se laisser décourager par cette force militaire américaine croissante, les dirigeants nord-vietnamiens ont décidé d'égaler les engagements américains en augmentant le nombre de leurs troupes au Sud-Vietnam, intensifiant ainsi la guerre.

## Héritage
En mai 2000, le Comité des anciens combattants du régiment Ba Gia s'est coordonné avec l'Association des anciens combattants de la province de Quảng Ngãi pour publier le mémoire "Ba Gia Victory - rappel et réflexion".